# Josephine Obiajulu Odumakin
Josephine "Joe" Obiajulu Okei-Odumakin, née le 4 juillet 1966 à Zaria,  est une militante sociale nigériane qui agit pour les droits de l'homme et ceux des femmes.

## Biographie
Josephine Obiajulu Odumakin est la présidente des groupes Women Arise for Change Initiative et Campaign for Democracy. Elle obtient une maîtrise en orientation et conseil puis un doctorat en histoire et politique de l'éducation à l'université d'Ilorin (en). Elle défend plus de 2 000 cas de violations des droits des femmes, mais également des affaires d'exécution de femmes ou de leurs maris, par la police et a souvent été arrêtée pour son activisme, détenue 17 fois sous le régime militaire d'Ibrahim Babangida.

## Honneurs
En 2013, Josephine Obiajulu Odumakin obtient, du département d'État des États-Unis, le Prix international de la femme de courage,.

## Sources
- (en) Cet article est partiellement ou en totalité issu de l’article de Wikipédia en anglais intitulé « Josephine Obiajulu Odumakin » (voir la liste des auteurs).